# كرشاو
كرشاو هي إحدى القرى الحدودية بالجنوب التونسي وتتبع إداريا معتمدية الصمار من ولاية تطاوين . وهي مقر عمادة.